# Libre accès en France

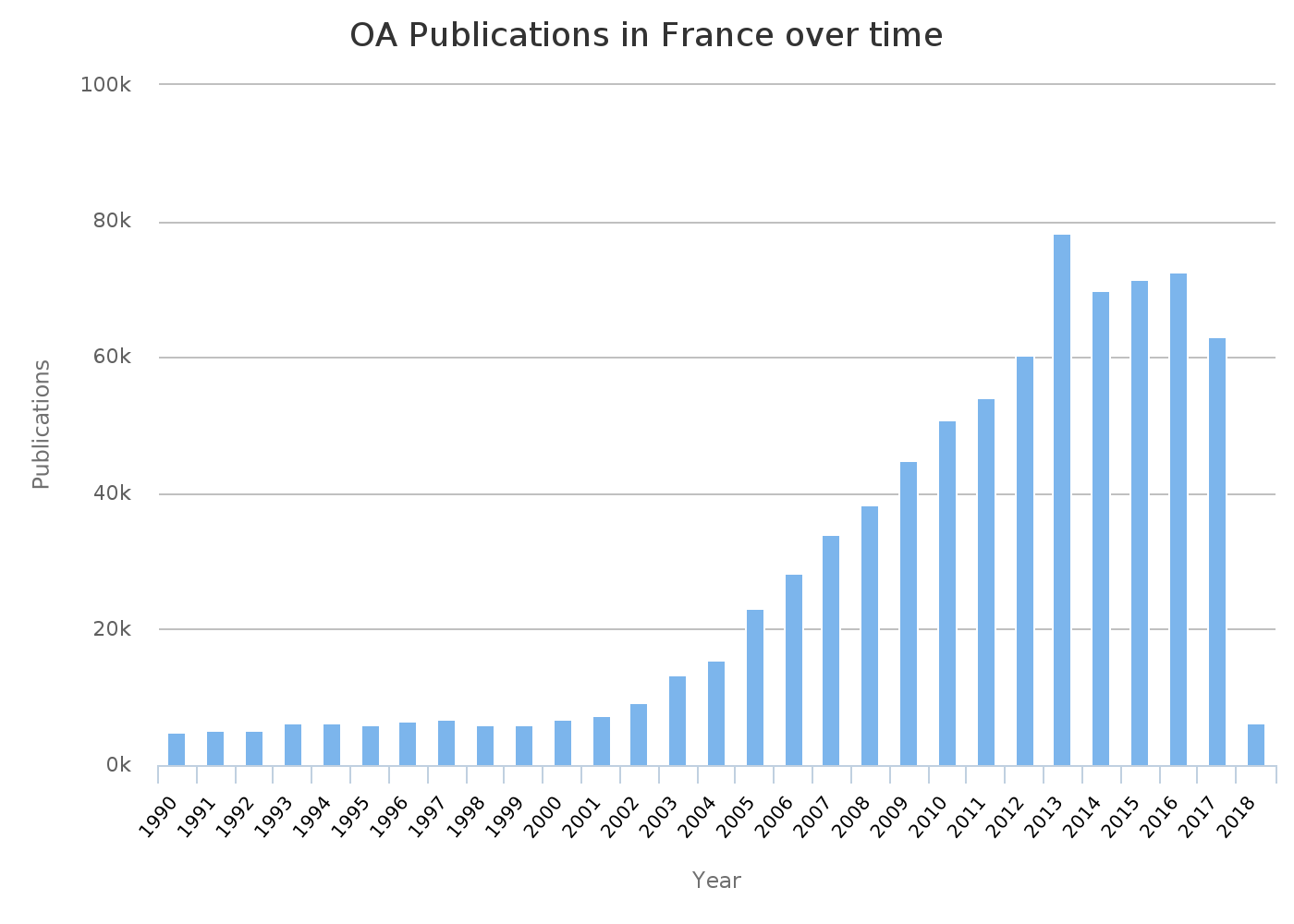
Croissance des publications en libre accès en France, 1990-2018

En France, le libre accès à la communication savante est relativement fort et bénéficie d'un soutien du public. Revues.org est une plateforme numérique pour les publications en sciences sociales et humaines, a été lancée en 1999. Hyper Articles en Ligne (HAL), une plateforme pour la diffusion d'articles scientifiques a été créée en 2001. Le Centre national de la recherche scientifique a participé en 2003 à l'élaboration de la Déclaration de Berlin. sur le libre accès à la connaissance dans les sciences et les sciences humaines. Les éditeurs EDP Sciences et OpenEdition appartiennent à l'association internationale Open Access Scholarly Publishers Association.

## Dépôts institutionnels ouverts
Un certain nombre de publications scientifiques en France sont hébergées dans des dépôts numériques en libre accès. Ceux-ci contiennent des articles de revues scientifiques, des chapitres de livre, des données et d’autres résultats de recherche en accès ouvert. HAL est la principale plateforme de diffusion en accès ouvert utilisée par les établissements d'enseignement supérieur et de recherche français. Elle héberge en 2023 près de 1 200 000 documents en texte intégral et environ 3,3 millions de références. Plus de 130 institutions ont ouvert leurs propres portails institutionnels sur la plateforme HAL.

## Publication en accès libre
Le principal acteur français dans l'édition en libre accès est OpenEdition. Il gère un ensemble de plateformes de publication spécialisées dans les sciences humaines et sociales. OpenEdition héberge 612 revues, plus de 13 840 livres, plus de 4500 blogs et plus de 52 000 événements. Openedition est gérée par une unité institutionnelle appelée Openedition Center, unité mixte de services co- financée par le Centre national de la recherche scientifique, l'École des hautes études en sciences sociales, l'Université d'Aix-Marseille et l'Université d'Avignon et du Pays de Vaucluse. Il utilise pour les livres et les revues un modèle économique freemium : la plupart des contenus sont disponibles gratuitement au format HTML, et les autres formats (pdf, epub) sont disponibles pour les institutions abonnées.
D'autres acteurs, plus modestes en nombre de revues, existent sur l'ensemble du territoire français ; certains d'entre eux sont présentés dans un dossier spécial de la revue de l'Agence bibliographique de l’enseignement supérieur, Arabesques.

## Chronologie

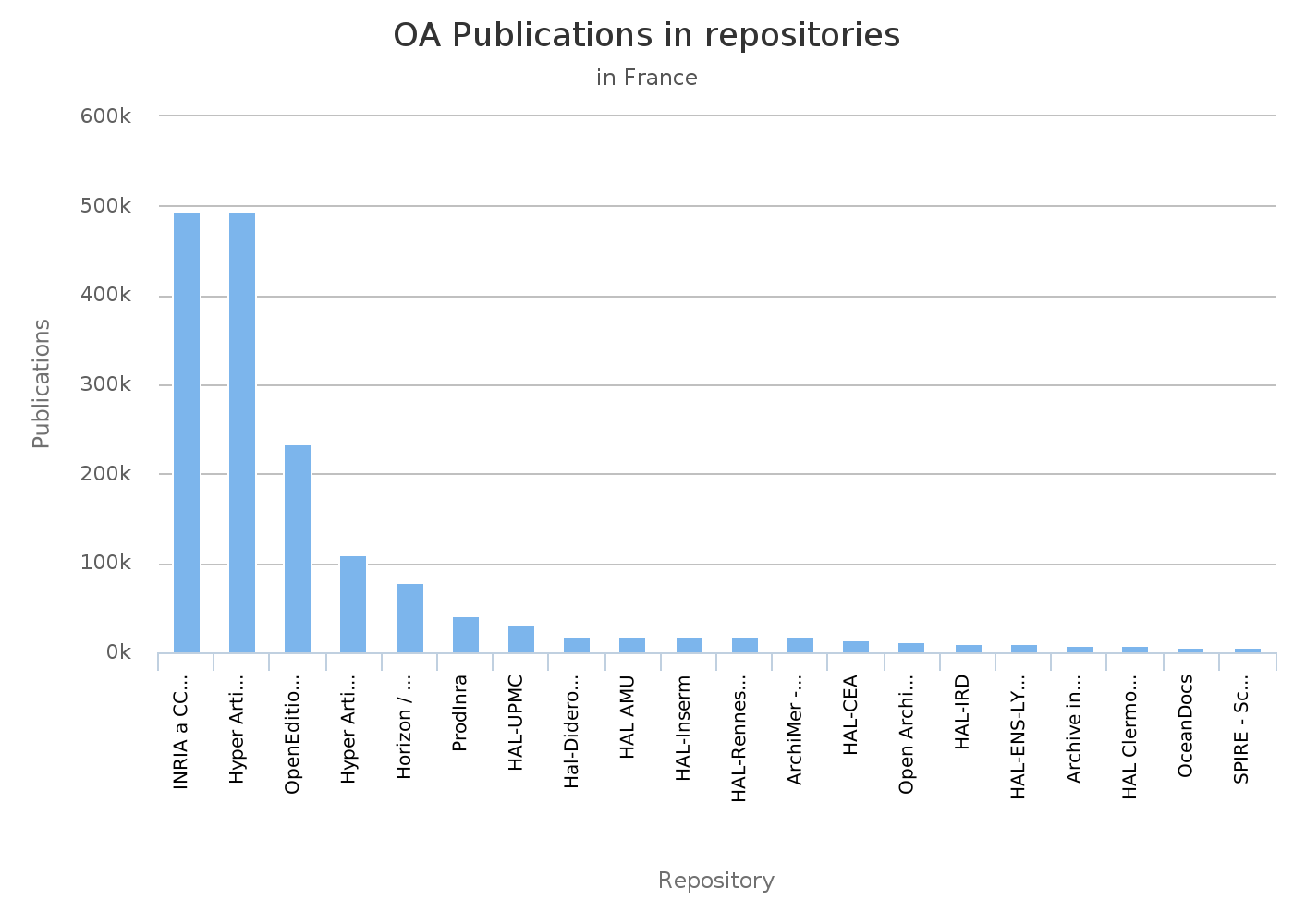
Nombre de publications en libre accès dans différents référentiels français, 2018

Les événements clés dans le développement du libre accès en France sont les suivants :
- 1999
  - Création du portail Revues.org par Marin Dacos, avec 2 revues en libre accès
- 2001
  - 23 mars : lancement de la Wikipédia francophone, une ressource éducative ouverte de langue française
  - Lancement de la plateforme de stockage HAL, administrée par le CCSD. En date du 5 juin 2023, 139 portails HAL existent[7].
- 2005
  - Lancement du dépôt HAL-Inria
- 2013
  - Signature d'un accord de partenariat en faveur des archives ouvertes et HAL par les établissements français d'enseignement supérieur et de recherche[8]
- 2016
  - Loi pour une République numérique, créant le droit pour les chercheurs de soumettre leurs manuscrits acceptés à des référentiels institutionnels, éventuellement avec embargo, même s’ils ont signé un accord de transfert du droit d’auteur[9].
- 2018
  - Plusieurs membres du Consortium Couperin annulent leur abonnement aux revues publiées par Springer Nature[10],[11].
  - 4 juillet : la ministre française de l'Enseignement supérieur, de la Recherche et de l'Innovation, Frédérique Vidal, annonce un Plan national pour la science ouverte[12]
  - 4 septembre : l'Agence nationale de la recherche participe à l’initiative européenne Plan S[13]. Un groupe d'organismes nationaux de financement de la recherche, avec le soutien de la Commission européenne et du Conseil européen de la recherche (CER), annonce le lancement de la cOAlition S, une initiative visant à faire du libre accès intégral et immédiat aux publications de recherche une réalité. Cette initiative s'articule autour du plan S, qui comprend un objectif et dix principes[14],[15].
- 2020

Selon l'édition 2020 du Baromètre de la Science Ouverte (BSO), les dépôts sont en hausse de 7 points et diffèrent selon les disciplines.
- 2021
  - La cOAlition S marque l'engagement de mettre en œuvre les mesures nécessaires à la réalisation de son principe principal : "À partir de 2021, toutes les publications savantes sur les résultats de la recherche financée par des subventions publiques ou privées accordées par des conseils de recherche et des organismes de financement nationaux, régionaux et internationaux doivent être publiées dans des revues en libre accès, sur des plateformes en libre accès ou rendues immédiatement disponibles par le biais de dépôts en libre accès sans embargo[15]."
  - Le deuxième plan pour la science ouverte (Plan S) se déploie entre juillet 2021 et 2024 : "Ce nouveau plan, qui s'inscrit résolument dans une ambition européenne, vise à généraliser les pratiques de science ouverte, à partager et ouvrir les données de la recherche, et à promouvoir les codes sources produits par la recherche[17]."